# Virtuelles Landesmuseum Mecklenburg-Vorpommern
Das Virtuelle Landesmuseum Mecklenburg ist ein bislang rein virtuelles, über das Internet besuchbares Museum zur Landesgeschichte Mecklenburgs und auch Vorpommerns. Seinen Ursprung hat es in der Vorbereitung und bis dahin als Ersatz für ein angedachtes Mecklenburgisches Landesmuseum, ähnlich wie das bereits bestehende Pommersche Landesmuseum in Greifswald.

## Entstehungsgeschichte
Die von der Landeshauptstadt Schwerin und dem Museumsverband Mecklenburg-Vorpommern entwickelte Idee einer stärkeren Kooperation der Museen zur Mecklenburgischen Geschichte wurde 2008 mit einem ersten Schritt eines Dezentralen Landesmuseums Mecklenburg realisiert. Die beteiligten Museen verabredeten eine stärkere Kooperation, wie die Abgrenzung von jeweiligen Sammlungsschwerpunkten und warben in jedem Museum auch für die anderen beteiligten Museen durch computergestützte Terminals und einen gemeinsamen Flyer. Dieser Ansatz wurde in einem gemeinsamen Projekt des Museumsverbandes Mecklenburg-Vorpommern und der Stiftung Mecklenburg zu einem Virtuellen Landesmuseum Mecklenburg fortentwickelt. Rund 30 mecklenburgische Museen beteiligten sich an diesem Projekt. Das Virtuelle Landesmuseum Mecklenburg wurde am 4. Dezember 2014 erstmals freigeschaltet. Seit Mai 2018 sind auch vorpommersche Museen an dem virtuellen Museum beteiligt. Zwischenzeitlich sind es bereits rund 50 Museen verschiedener Trägerschaft, die Exponate für das Virtuelle Landesmuseum Mecklenburg zur Verfügung gestellt haben. Die inhaltliche Gestaltung des Museums lag in den Händen von Wolf Karge und Florian Ostrop.

## Ausstellung
Die Ausstellung zeigt Exponate zu neun Bereichen der mecklenburgischen und pommerschen Geschichte:
- Politik
- Dynastie
- Kunst und Architektur
- Handwerk und Industrie
- Wissenschaft und Bildung
- Lebensweise
- Religion
- Landschaft und Umwelt
- Landwirtschaft

Die Zeitreise ist gegliedert in 50-Jahreszeitabschnitten die mit der Zeit „bis 1200“ beginnen und mit dem Zeitraum bis 2000 derzeit endet. Gezeigt werden etwa 400 Exponate, die zwei verschiedenen Zoomstufen ermöglichen. Zudem ist das Drehen der Exponate um 360 Grad um die eigene Achse möglich.